# Catasetum yavitaense
Catasetum yavitaense är en orkidéart som beskrevs av Gustavo Adolfo Romero och C.Gómez. Catasetum yavitaense ingår i släktet Catasetum och familjen orkidéer. Inga underarter finns listade i Catalogue of Life.